# Chile na Mistrzostwach Świata w Lekkoatletyce 2015
Chile na Mistrzostwach Świata w Lekkoatletyce 2015 – reprezentacja Chile podczas czempionatu w Pekinie liczyła 6 zawodników.

## Występy reprezentantów Chile

### Mężczyźni
| Konkurencja    | Zawodnik       | Runda 1  | Runda 1 | Półfinał | Półfinał | Finał    | Finał   |
| Konkurencja    | Zawodnik       | Rezultat | Pozycja | Rezultat | Pozycja  | Rezultat | Pozycja |
| -------------- | -------------- | -------- | ------- | -------- | -------- | -------- | ------- |
| Bieg na 1500 m | Carlos Díaz    | 3:39,75  | 18. q   | 3:47:48  | 24.      | NQ       | NQ      |
| Bieg na 5000 m | Víctor Aravena | 14:29,34 | 36.     | —        | —        | NQ       | NQ      |
| Chód na 20 km  | Yerko Araya    | —        | —       | —        | —        | 1:29:12  | 50.     |

### Kobiety

#### Konkurencje biegowe
| Konkurencja   | Zawodnik        | Runda 1  | Runda 1 | Półfinał | Półfinał | Finał    | Finał   |
| Konkurencja   | Zawodnik        | Rezultat | Pozycja | Rezultat | Pozycja  | Rezultat | Pozycja |
| ------------- | --------------- | -------- | ------- | -------- | -------- | -------- | ------- |
| Bieg na 100 m | Isidora Jiménez | 11,47    | 33.     | NQ       | NQ       | NQ       | NQ      |
| Bieg na 100 m | Isidora Jiménez | 23,22    | 28.     | NQ       | NQ       | NQ       | NQ      |

#### Konkurencje techniczne
| Konkurencja    | Zawodnik       | Eliminacje | Eliminacje | Finał    | Finał   |
| Konkurencja    | Zawodnik       | Rezultat   | Pozycja    | Rezultat | Pozycja |
| -------------- | -------------- | ---------- | ---------- | -------- | ------- |
| Pchnięcie kulą | Natalia Ducó   | 18,29      | 9. q       | 17,98    | 9.      |
| Rzut dyskiem   | Karen Gallardo | 58,32      | 22.        | NQ       | NQ      |